# Massmart
Massmart est une entreprise sud-africaine de grande distribution sud-africaine qui détient les enseignes Game, Builders et Makro. La société appartient à Walmart depuis 2011.

## Histoire
Massmart a été fondée en 1990 par l'acquisition de six magasins Makro.
En 1998, il fait l'acquisition des magasins Game.
En 2010, Massmart exploite 290 magasins dans 13 pays en Afrique : c'est le troisième plus grand distributeur de biens de consommation en Afrique.
En septembre 2010, Walmart a offert 4,25 milliards USD pour acquérir la totalité des actions. Fin novembre 2010, Wal-Mart Stores lance une OPA sur 51 % de Massmart, pour un coût évalué à 1,61 milliard d'euros, afin prendre pied sur le continent africain . En juin 2011, Walmart a finalisé l'achat de 51 % des actions de la société .
En août 2022, Walmart fait une offre pour acquérir les actions restantes de Massmart. L'offre est acceptée en novembre .